# Только через её труп
«Только через её труп» (англ. Enid Is Sleeping (на видео Over Her Dead Body)) — кинофильм.

## Сюжет
Муж Энид Гарри (офицер полиции) завёл роман с её младшей сестрой Джейн. Когда Энид это обнаруживает, она приходит в бешенство. Завязывается драка, Энид выхватывает пистолет мужа, но получает от сестры вазой по голове, в результате чего Энид умирает. Её муж и сестра пытаются обставить всё так, будто это был несчастный случай, но тут начинаются новые неприятности.